# Ulugbek Rashitov
Ulugbek Ismatullaïevitch  Rashitov est un taekwondoïste ouzbek né le 23 mars 2002, double médaillé d'or aux Jeux olympiques d'été de 2020 et de 2024.

## Carrière

Ulugbek Rashitov opposé à Mirhashem Hosseini lors des Jeux olympiques de 2020 à Tokyo.

Il remporte la médaille d'argent (en moins de 48 kg) lors des Jeux olympiques de la jeunesse de 2018 puis la médaille d'or en moins de 58 kg aux Jeux mondiaux militaires d'été de 2019 à Wuhan. Il s'octroie le titre olympique à Tokyo lors des Jeux de 2020 (en moins de 68 kg).
Il est médaillé de bronze en moins de 68 kg aux Championnats du monde de taekwondo 2023 à Bakou. Il remporte un second titre olympique aux Jeux de Paris 2024, en moins de 68 kg.
Le 20 mai 2025, l'ITA (International Testing Agency) annonce sa suspension provisoire pour 3 no-shows à des tests antidopage. Il écope finalement de 2 ans de suspension.